# 楊蔭杭
楊蔭杭（1878年—1945年），字補塘，又名虎頭，筆名老圃。江蘇無錫人。中国法政學家。

## 生平
光緒四年（1878年）出生於書香家庭，1895年考入天津中西學堂（北洋大學堂）法科。1897年，学堂因伙食问题爆发学潮，将带头闹事者一律开除。据杨绛说，当时楊蔭杭并未参与，但是在学校当局追查时，他因为看不惯那些事前慷慨激昂、事后畏葸不前的人，便挺身而出主动承担了责任，被开除学籍。1898年转入南洋公学，次年以南洋公學的官費留學生身份赴日本留学，组建励志会，参加译书汇编社，1900年，杨荫杭与杨廷栋、雷奋等人创办了《译书汇编》。1902年日本东京专门学校（今早稻田大学）本科畢業。1907年7月在早稻田大学获法学士学位。回乡后與同學在無錫創辦理化研究會。后赴美留學，1910年在宾夕法尼亚大学获得法学硕士学位。
同年，回國在北京法政學校授課。1911年辛亥革命后，经张謇推荐，任江苏省高等审判厅长。1916年被任命为京师高等检察厅长。楊蔭杭主張司法獨立，1917年5月调查津浦铁路管理局租车购车舞弊案时，曾传讯交通总长许世英，轰动一时。1919年辞职回无锡老家患了伤寒。1920年病愈之后移居上海，任《申报》副总编兼主笔。1923年迁居苏州，任开业律师和自由评论家。杨荫杭便买下了明代高官徐如珂的“一文厅”定居下来。徐因为得罪魏忠贤被赶回苏州服毒自尽，为纪念他，民众每家各捐一文修建此厅，故称为“一文厅”。1937年迁居上海法租界，在上海震旦女子文理学院、上海私立大同大学教书。晚年創作音韻學專著《詩騷體韻》，然該著作未能流傳。
1945年在苏州中风去世。

## 著作
- 《老圃遺文輯》

## 家庭
- 曾祖父：杨云璈（1803—1849，监生）
- 祖父：杨鉴（1826—1892，贡生）
- 父：杨志泳（1850—1903，太学生，署理浙江武康县县丞）
  - 兄：杨荫桓（1875—1901），湖北武备学堂毕业生，因试炮失事而死。
  - 姐：杨荫枰
  - 弟：杨荫樾（1889—1921），美国威斯康辛大学商业经济科硕士。江苏审计院科长。
  - 二妹：杨荫枌，嫁裘剑岑
  - 三妹：杨荫榆，教育学家
  - 妻：唐须嫈（1878-1937），无锡严家桥人，唐懋勋（1800—1873，号景溪）曾孙女、唐保镇（1853—1927）之女。祖父唐爵培（1828—1860），本生祖父唐俊培（1826—1903）。毕业于上海务本女中。
    - 女儿：杨寿康，杨同康，杨闰康（丈夫何德奎，曾任上海市副市长），杨季康（即楊絳，著名学者和作家，丈夫钱钟书，著名学者和作家），杨漆，杨必（翻译家，译著有《名利场》，《剥削世家》）
    - 儿子：杨宝昌，杨宝俶

## 逸事
楊蔭杭爱好植物學，和同鄉植物學家黃子年一起採集植物標本。

## 延伸阅读
[在维基数据编辑]
 《游美同學錄·楊蔭杭》，出自《游美同學錄》